# Pañca-tattva (viṣṇuismo)

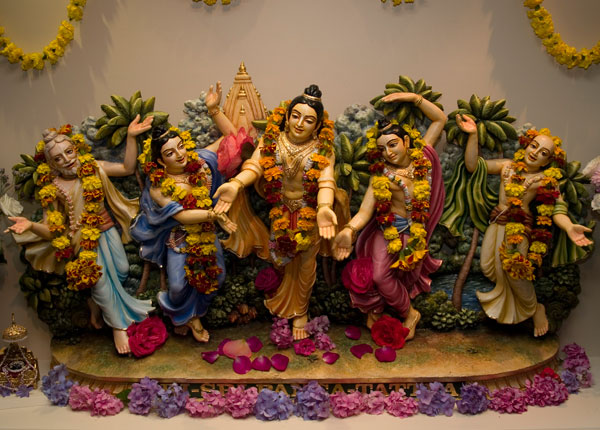
Altare moderno viṣṇuita del Pañca-tattva. Da sinistra verso destra: Advaita-ācārya, Nityānanda, Caitanya, Gadādhara-paṇḍita, Śrīvāsa.

Con il sostantivo neutro sanscrito Pañcatattva (devanāgarī: पञ्चतत्त्व) si indica un "gruppo di cinque, pañcan, elementi, tattva (anche realtà)", che in ambito di quella componente viṣṇuita che va sotto il nome di gauḍīya (di origine bengalese), in quanto fondata dalla predicazione del mistico bengalese del XVI secolo Caitanya, indica cinque personalità vissute nel XVI secolo, le quali corrispondono, oltre a Caitanya (1486-1534), ai quattro suoi compagni di predicazione: Nityānanda (1474-?), Advaita-ācārya (1434–1559), Gadādhara (1490?-?), Śrīvāsa (XV-XVI secolo).
Nel Caitanya-caritāmṛta, opera di Kṛṣṇadās Kavirāja (circa 1615) Caitanya viene indicato come la manifestazione insieme di Kṛṣṇa e di Rādhā, così suoi compagni vengono celebrati come manifestazione divine: Nityānanda in qualità di incarnazione del fratello di Kṛṣṇa, Balarāma;  Advaita-ācārya in qualità di manifestazione di Viṣṇu; Gadādhara in qualità di manifestazione della lakṣmī rūpā di Kṛṣṇa, ovvero del suo potere di "fascino"; Śrīvāsa in qualità di manifestazione del puro devoto (bhakta) di Kṛṣṇa.